# Diocesi di Radom
La diocesi di Radom (in latino Dioecesis Radomensis) è una sede della Chiesa cattolica in Polonia suffraganea dell'arcidiocesi di Częstochowa. Nel 2023 contava 829.780 battezzati su 846.008 abitanti. È retta dal vescovo Marek Solarczyk.

## Territorio
La diocesi comprende la parte meridionale del Voivodato della Masovia, la parte settentrionale del Voivodato della Santacroce, la parte orientale del Voivodato di Łódź e una piccola porzione occidentale del Voivodato di Lublino.
Sede vescovile è la città di Radom, dove si trova la cattedrale di Santa Maria. Nel territorio sorgono anche tre basiliche minori: la basilica della Madonna dell'Aurora a Skarżysko-Kamienna, la basilica di San Filippo Neri e San Giovanni Battista a Studzianna (Łódź), e la basilica di San Casimiro a Radom.
Il territorio è suddiviso in 29 decanati e in 301 parrocchie.
In diocesi sono presenti comunità religiose di numerosi istituti maschili (i cistercensi, i concezionisti, i francescani, i fratelli di Cristo sofferente, i gesuiti, i minori conventuali, gli oratoriani, i pallottini, i paolini, i redentoristi) e femminili (le ancelle del Sacro Cuore, le ancelle di Gesù nell'Eucaristia, le antoniane, le carmelitane di Gesù Bambino, le clarisse, le figlie di Maria Immacolata, le figlie di San Francesco Serafico, le francescane degli afflitti, le francescane della famiglia di Maria, le francescane missionarie di Maria, le loretane, le michelite, le missionarie benedettine, le orsoline grigie, le piccole ancelle dell'Immacolata, le risurrezioniste, le suore del Santo Nome di Gesù, le suore dell'unità di Santa Teresa, le suore della misericordia, le vergini della Presentazione, le vincenziane).

## Storia
La diocesi è stata eretta il 25 marzo 1992 da papa Giovanni Paolo II con bolla Totus tuus Poloniae populus, in seguito alla divisione della diocesi di Sandomierz-Radom, dalla quale ha tratto origine anche la diocesi di Sandomierz.
Il 7 ottobre 1993, con la lettera apostolica Fideles ecclesialis, lo stesso papa Giovanni Paolo II ha confermato san Casimiro patrono principale della diocesi.

## Cronotassi dei vescovi
Si omettono i periodi di sede vacante non superiori ai 2 anni o non storicamente accertati.
- Edward Henryk Materski † (25 marzo 1992 - 28 giugno 1999 ritirato)
- Jan Chrapek, C.S.M.A. † (28 giugno 1999 - 18 ottobre 2001 deceduto)
- Zygmunt Zimowski † (28 marzo 2002 - 18 aprile 2009 nominato presidente del Pontificio consiglio della pastorale per gli operatori sanitari)
- Henryk Marian Tomasik (16 ottobre 2009 - 4 gennaio 2021 ritirato)
- Marek Solarczyk, dal 4 gennaio 2021

## Statistiche
La diocesi nel 2023 su una popolazione di 846.008 persone contava 829.780 battezzati, corrispondenti al 98,1% del totale.
| anno | popolazione | popolazione | popolazione | presbiteri | presbiteri | presbiteri | presbiteri                | diaconi | religiosi | religiosi | parrocchie |
| anno | battezzati  | totale      | %           | numero     | secolari   | regolari   | battezzati per presbitero | diaconi | uomini    | donne     | parrocchie |
| ---- | ----------- | ----------- | ----------- | ---------- | ---------- | ---------- | ------------------------- | ------- | --------- | --------- | ---------- |
| 1999 | 1.047.000   | 1.050.000   | 99,7        | 716        | 643        | 73         | 1.462                     |         | 81        | 527       | 300        |
| 2000 | 950.000     | 953.000     | 99,7        | 714        | 635        | 79         | 1.330                     |         | 94        | 430       | 299        |
| 2001 | 950.000     | 953.000     | 99,7        | 727        | 645        | 82         | 1.306                     |         | 101       | 427       | 299        |
| 2002 | 950.000     | 953.000     | 99,7        | 719        | 634        | 85         | 1.321                     |         | 102       | 440       | 299        |
| 2003 | 945.000     | 949.140     | 99,6        | 733        | 648        | 85         | 1.289                     |         | 103       | 404       | 299        |
| 2004 | 915.708     | 935.500     | 97,9        | 740        | 655        | 85         | 1.237                     |         | 105       | 410       | 299        |
| 2010 | 911.000     | 918.000     | 99,2        | 756        | 676        | 80         | 1.205                     |         | 95        | 373       | 299        |
| 2014 | 913.000     | 920.100     | 99,2        | 786        | 697        | 89         | 1.161                     |         | 101       | 344       | 301        |
| 2017 | 900.400     | 907.400     | 99,2        | 788        | 689        | 99         | 1.142                     |         | 110       | 325       | 301        |
| 2020 | 836.036     | 855.286     | 97,7        | 770        | 680        | 90         | 1.085                     |         | 101       | 310       | 301        |
| 2022 | 829.151     | 845.364     | 98,1        | 736        | 648        | 88         | 1.126                     |         | 114       | 288       | 301        |
| 2023 | 829.780     | 846.008     | 98,1        | 730        | 649        | 81         | 1.136                     |         | 98        | 272       | 301        |